# 六丁の目駅

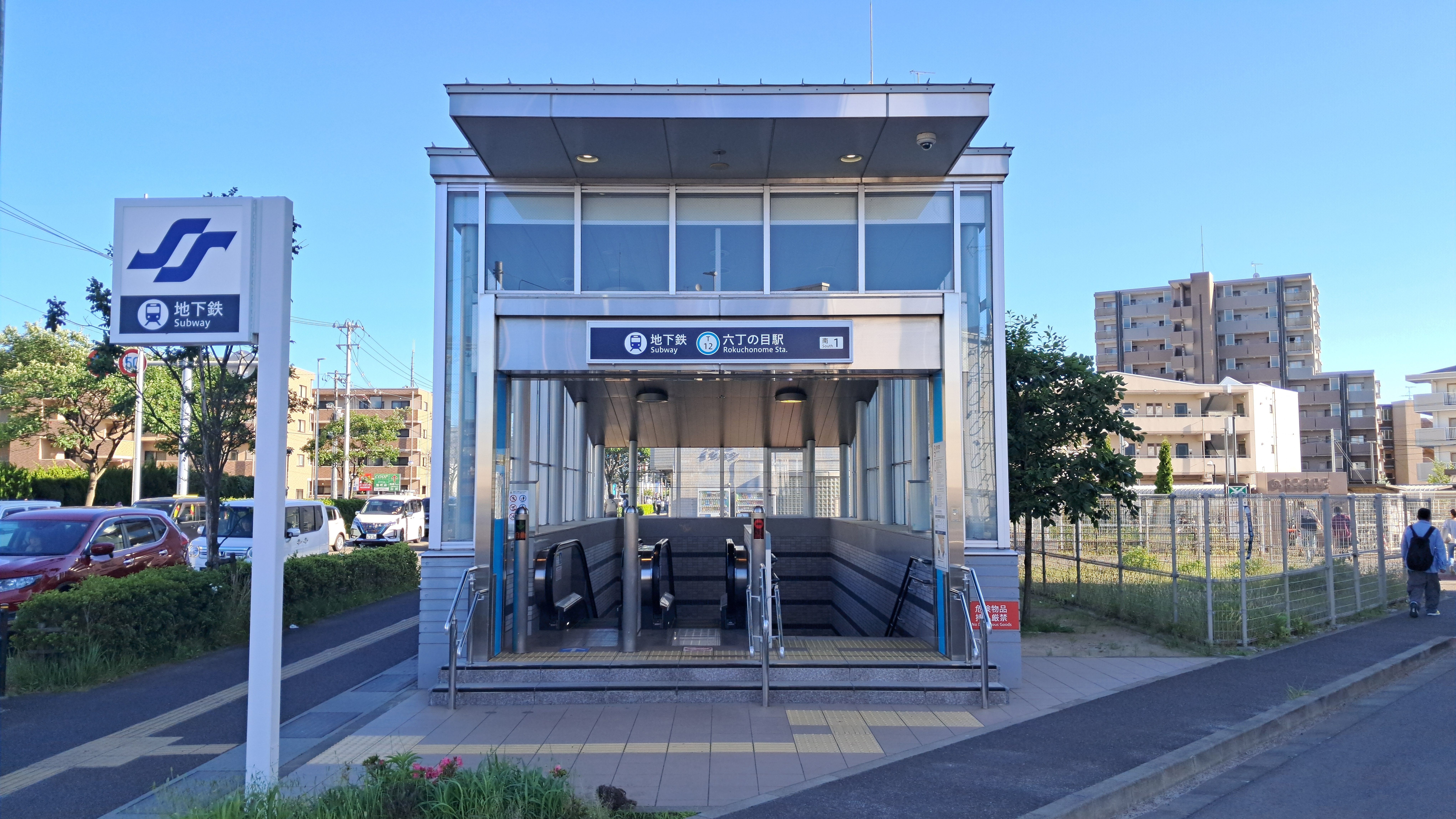
南1出入口（2024年5月）

六丁の目駅（ろくちょうのめえき）は、宮城県仙台市若林区六丁の目中町に位置する、仙台市地下鉄東西線の駅。駅番号はT12。副駅名は「サンピア仙台前」（令和7年3月31日まで）。

## 歴史
- 2000年（平成12年）10月 - 駅名（仮称）を公表。
- 2006年（平成18年） - 着工。
- 2013年（平成25年）12月24日 - 駅名を正式発表。
- 2015年（平成27年）12月6日 - 開業。

## 駅構造
県道23号仙台塩釜線（県道137号荒浜原町線と重複）と、都市計画道路清水小路多賀城線の交差部（六丁の目西町交差点）下に位置する。
ホームは地下3階にある。

### のりば
| 1 | ■ 東西線 |  | 荒井方面                 |  |
| 2 | ■ 東西線 |  | 仙台・八木山動物公園方面 |  |

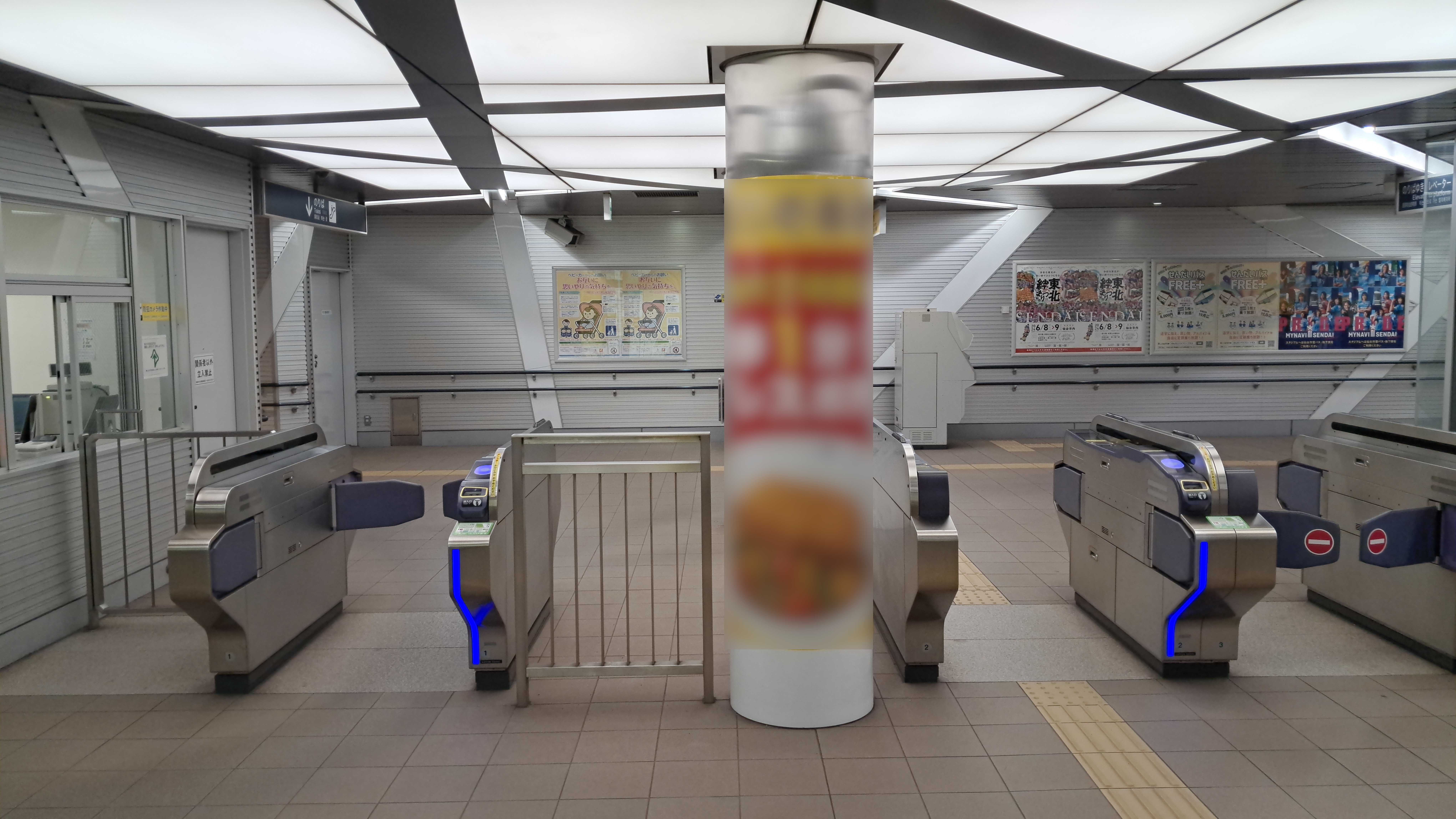
改札口（2024年5月）
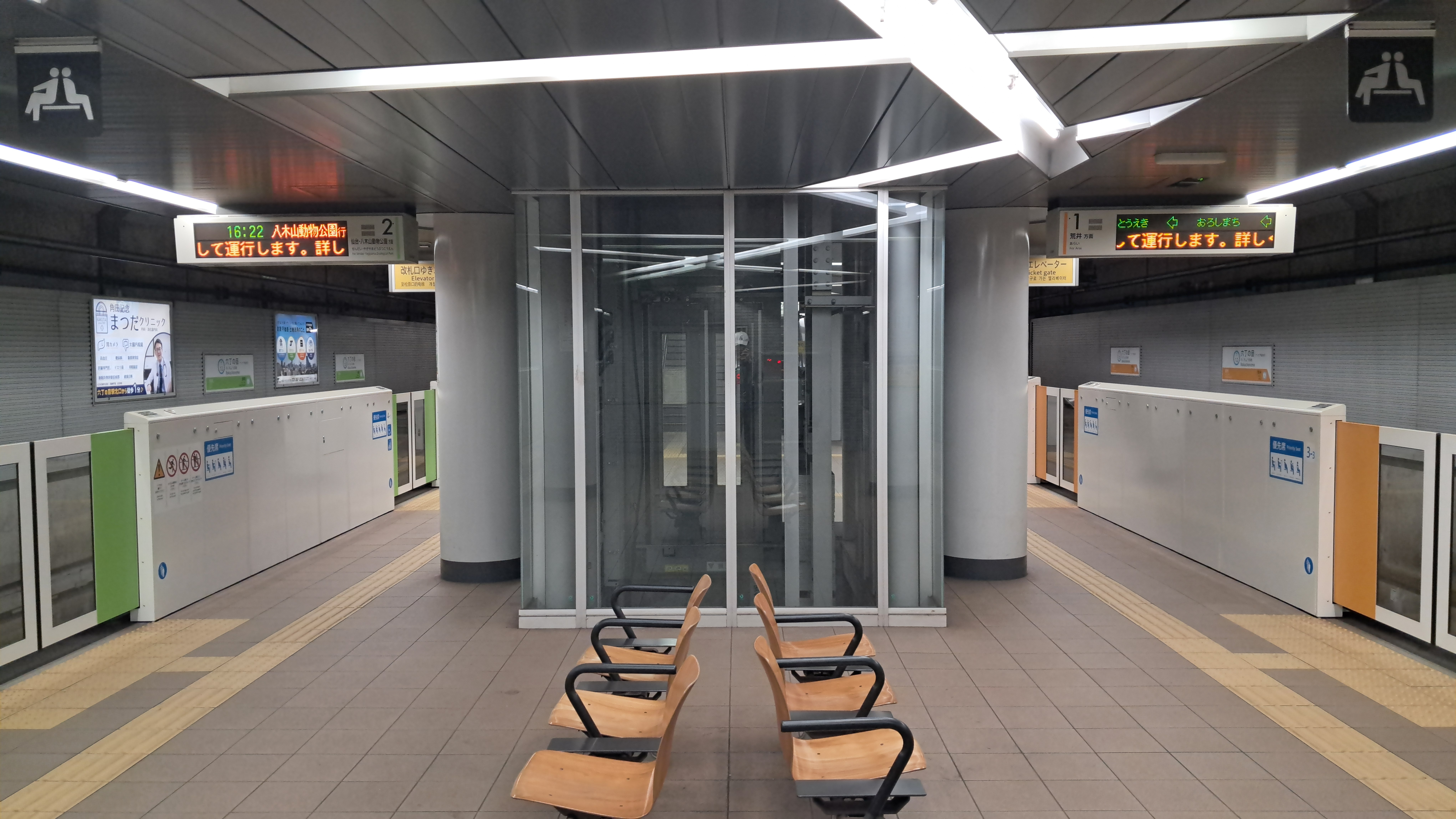
ホーム（2024年5月）
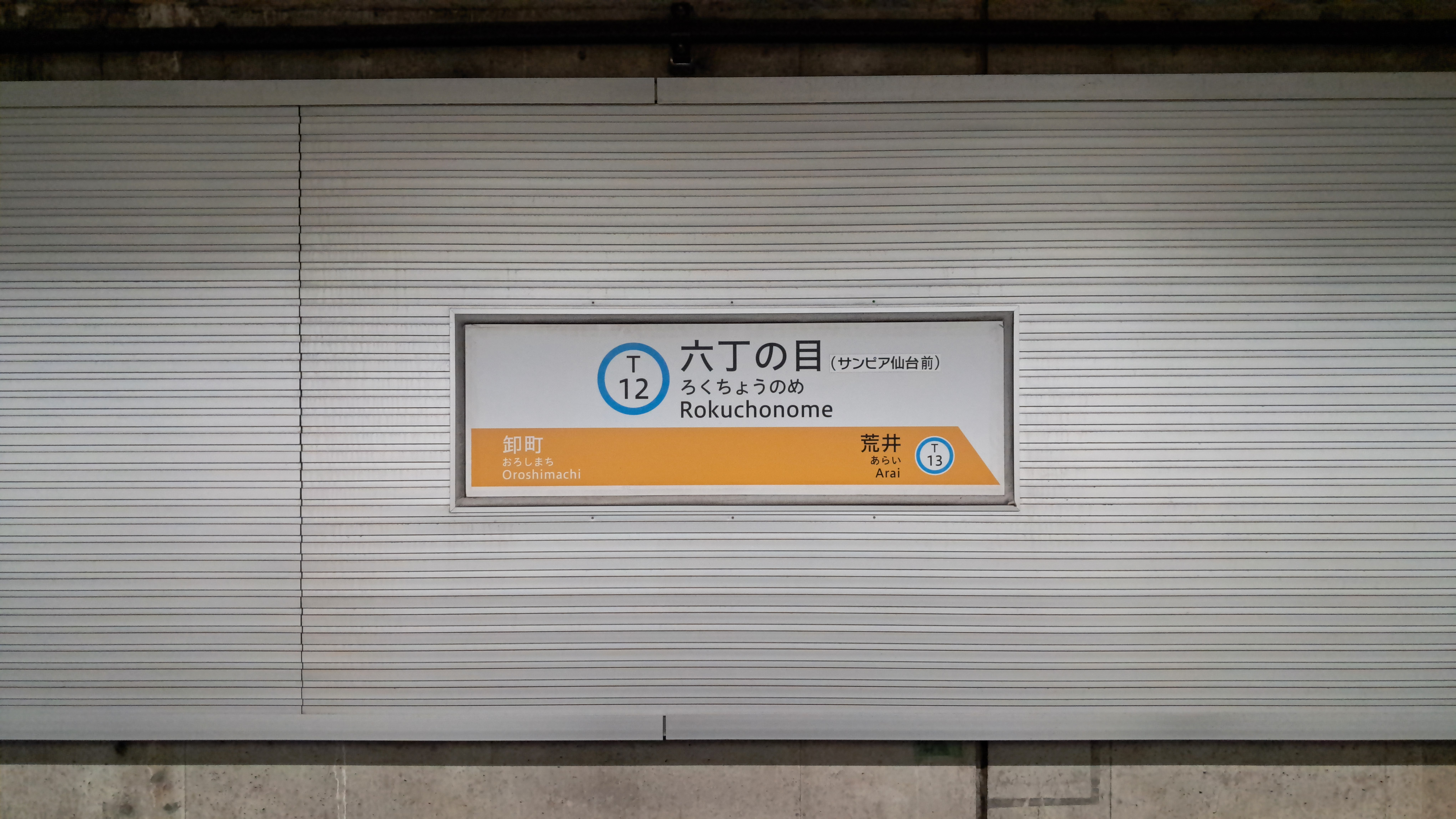
駅名標（2024年5月）

## 出口案内
南1、北1の計2ヶ所。
南1出口
- 六丁の目元町
- 六丁の目南町
- 伊在

北1出口
- 六丁の目中町
- 六丁の目西町

## 利用状況
| 乗車人員推移 | 乗車人員推移     |
| 年度         | 一日平均乗車人員 |
| ------------ | ---------------- |
| 2015         | 2,087            |
| 2016         | 2,395            |
| 2017         | 2,897            |
| 2018         | 3,458            |
| 2019         | 3,713            |
| 2020         | 3,163            |
| 2021         | 3,506            |
| 2022         | 3,920            |
| 2023         | 4,119            |

- 2023年度（令和5年度）
  - 1日平均乗車人数：4,119人[3]

一日平均乗車人員（単位：人/日）

### 備考
- 開業時の一日平均乗車人員は4,272人を見込んでいた。

## 駅周辺
当駅周辺には工業団地と、戸建中心の住宅地が広がる。
- 仙台整形外科病院
- 七十七銀行六丁目支店
- フレスポ六丁の目
  - しまむら六丁の目店
- フレスポ六丁の目南町
  - ヨークベニマル六丁の目店
- 仙台湯処 サンピアの湯
  - サンピアスポーツクラブ仙台
  - サンピア仙台健診クリニック
  - マザース・サンピア保育園
- 仙台市立蒲町中学校
- 仙台市立荒井小学校
- 葵会仙台看護専門学校
- ホテルルートイン仙台東（徒歩8分）
- セブン・イレブン仙台六丁の目駅前店（駅目前）
- スターバックスコーヒー仙台六丁の目店（徒歩4〜5分）

## 駅名の由来
駅周辺の地名「六丁の目」に由来する。駅の近くの太子堂には一遍が書いたと伝えられる「南無阿弥陀佛」の文字が左右裏返しで刻んである石碑がある。その石碑が「六字の銘」とも呼ばれ、更に訛って「六丁の目」となっていた。また、地名としては「六丁目」と表記される（読みは同じ）こともあるが、駅周辺に存在する「六丁の目」を冠する各地名はどこもいわゆる「丁目」を採用していないため、「六丁目」と表記したとしても「六丁の目○○町の6丁目」を意味しない。

## バス乗り継ぎについて
仙台市交通局（仙台市営バス）は当駅開業を機に産業道路沿いのバス停を廃止した。当駅周辺に所在した「六丁の目西町」「白山工業団地」「六丁の目中町」のバス停は廃止され、「六丁の目南町」バス停は交差点南側に移転した。そのため、当駅周辺の仙台市営バスと東西線との乗り継ぎは荒井駅と薬師堂駅で行われている。
なお他社の高速バスに関しては、駅近くに「六丁の目駅 停留所」が設置されている。ミヤコーバス 仙台 - 石巻線は石巻行が乗車専用、仙台行が降車専用である。2023年6月15日までは東日本急行#仙台 - とよま線が、降車専用で利用できた。

## 隣の駅
仙台市地下鉄
■東西線
卸町駅 (T11) - 六丁の目駅 (T12) - 荒井駅 (T13)